# قانون الانتخابات الإندونيسي لعام 2017
قانون الانتخابات الإندونيسي لعام 2017 (بالإندونيسية: Undang-Undang Pemilu) هو القانون الذي ينظم الانتخابات في إندونيسيا. رسميًا ، يُعرف باسم القانون رقم 7 لعام 2017. صدر القانون في شهر يوليو 2017 بعد تسعة أشهر من النقاش في مجلس ممثلي الشعب.

## التاريخ
تحسبًا للانتخابات المتزامنة لعام 2019، بدأت الحكومة العمل على مشروع قانون انتخابي جديد ليحل محل قانون عام 2012. بحلول أغسطس 2016 تلقى الرئيس جوكو ويدودو مشروع القانون، واستقبله مجلس ممثلي الشعب في 21 أكتوبر من نفس العام. خلال مناقشة القانون كانت هناك خلافات حول العتبة الرئاسية المقترحة، مع تقسيم الأحزاب السياسية إلى ثلاثة معسكرات.
تم التصويت على المشروع في 20 يوليو 2017. أثناء إجراء التصويت أجرت الأحزاب المعارضة مسيرة جماعية مع جميع أعضائها، بما في ذلك ثلاثة نواب للرئيس، باستثناء نائب آخر لرئيس المجلس فهري حمزة. وافقت جميع الأحزاب المتبقية في الائتلاف الحكومي على عتبة رئاسية بنسبة 20 في المائة، وكان حمزة هو المعارضة الوحيدة.

## مميزات

### توزيع المقاعد
ينص القانون على إضافة 15 مقعدًا إلى مجلس ممثلي الشعب، مما يزيد عددهم إلى 575 مقسومًا على 80 دائرة انتخابية بواقع 3 إلى 10 مقاعد، والإضافات الممنوحة للمقاطعات خارج جاوة. بالإضافة إلى ذلك يحدد القانون عدد مقاعد المجالس المحلية. كما تم توزيع المقاعد في الدوائر الانتخابية من 3 إلى 12 عضوًا. يشترط القانون على هذه الدوائر الانتخابية اتباع الحدود الإدارية للمقاطعات/المدن (المقاطعات والوطنية) أو المقاطعات الفرعية (المقاطعة/المدينة) إن أمكن، على الرغم من تقسيم التقسيم الفرعي إلى مناطق متعددة مسموح به إن لم يكن ذلك ممكنًا. في المجموع كلف القانون بعدد 20.392 وظيفة تشريعية غير مستقلة، وتشمل: 575 في مجلس الشعب، و2.207 في مجالس المقاطعات، و17.610 في مجالس المقاطعات/البلديات.

### النظام الانتخابي
يحافظ القانون على النظام الانتخابي المستخدم في عام 2014، باستخدام نظام القائمة المفتوحة. يمكن للناخبين التصويت مباشرة للمرشح الذي يريدون في قائمة أسماء المرشحين المقدمة من الحزب. يتم بعد ذلك ترتيب المرشحين بالتصويت في أحزابهم، ويتم تحديد حصة الحزب من خلال طريقة سانت ليغو بعد إبعاد الأحزاب التي لا تفي بالحد الأدنى.
بالنسبة للمرشحين للرئاسة، يتم تحديد المرشح الفائز بالأغلبية البسيطة، مع التصويت للجولة الثانية للمرشحين الرئيسيين إذا لم يتمكن أي مرشح من الحصول على أغلبية الجولة الأولى. بالإضافة إلى ذلك يجب على المرشح الفائز تأمين ما لا يقل عن 20 ٪ من الأصوات في أكثر من نصف المقاطعات (أي أكثر من 17).

### الحدود القصوى
خلال الانتخابات السابقة يتعين على الأحزاب اجتياز عتبة برلمانية تبلغ 3.5٪ حتى يتم تمثيلها في مجلس الشعب. زاد القانون هذه العتبة إلى 4 ٪. تم تحديد العتبة الرئاسية وفقًا لخيار 20٪ إلى 25٪ ، حيث ستحتاج الأحزاب إلى ما مجموعه 20٪ (112 لانتخابات 2019) من المقاعد التشريعية من انتخابات 2014، أو 25٪ من الأصوات الشعبية لعام 2014.
لا تنطبق العتبة على الانتخابات التشريعية المحلية، وقد تفوز جميع الأحزاب المشاركة بمقاعد في المجالس البلدية والبلدية بغض النظر عن مجموع الأصوات الوطنية.

### أخرى
زاد القانون من حدود مساهمات الحملة من مليار روبية إلى 2.5 مليار روبية للأفراد، و 7.5 مليار روبية إلى 25 مليار روبية للكيانات القانونية أو الشركات. بالإضافة إلى ذلك سمحت للأحزاب السياسية التي شاركت في انتخابات 2014 بتخطي التحقق من الحزب، على الرغم من إضافة شمال كاليمانتان كمقاطعة تتطلب مكاتب الحزب.

## دعوى قضائية
تم الطعن في القانون في المحكمة الدستورية. في يونيو 2018 رُفضت دعوى قضائية رفعها نائب الرئيس محمد يوسف كالا بشأن حدود المدة المنصوص عليها في المادتين 169 و227. كما تم تقديم مراجعة قضائية بشأن العتبة الرئاسية (المادة 222). في يوليو 2018 تم رفع دعوى قضائية ضد المادة 182، والتي لم تحظر صراحة انتخاب موظفي الأحزاب السياسية في مجلس التمثيل الإقليمي.